# Jan Beatryk Antoni Golejewski
Jan Beatryk Antoni Golejewski herbu Kościesza (ur. 11 maja 1798, zm. 22 maja 1862) – polski hrabia, właściciel ziemski.

## Życiorys
Urodził się 11 maja 1798. Wywodził się z rodu hrabiowskiego Golejewskich herbu Kościesza. Rodzina Golejewskich pierwotnie pochodziła z ziemi mazowieckiej z Golejowa w powiecie bielskim. Jedna z linii rodu 8 lutego 1783 w Wiedniu otrzymała tytuł hrabiów galicyjskich z dodatkiem herbowym. Była synem Samuela Golejewskiego (właściciel dóbr Krzywcze wraz z miejscowościami Babińce, Filipcze, Chudiowce w obwodzie czortkowskim, Świerzkowce w powiecie kamienieckim, a od 1823 Chlebowa w powiecie tarnopolskim oraz członek Stanów Galicyjskich z grona magnatów w 1817) i Wiktorii z domu Matuszewicz herbu Łabędź (chorążanka mińska). Jej rodzice byli właścicielami dóbr Krzywcze, Sapohów, Chlebów. Miał braci Samuela (powstaniec listopadowy, zm. 1846 lub 1848) i Tadeusza (powstaniec listopadowy, zm. 1855) oraz siostrę Marię (ur. 1804 lub 1805, zm. 1893, żona sąsiedniego właściciela ziemskiego Cyryla Czarkowskiego). 
Po ojcu został właścicielem dóbr Krzywcze z przyległościami oraz Hlibowa. Był członkiem Stanów Galicyjskich z grona magnatów w 1838.
Poślubił Różę Czarnomską herbu Jastrzębiec, wcześniej zamężną z jego kuzynem Julianem Antonim Samuelem Golejewskim (zm. 1855). Miał z nią syna Kornela (ur. 1829, właściciel dóbr Krzywcze) oraz córkę Olgę (ur. 1834, zamężna ze Szczęsnym Koziebrodzkim)
Zmarł 22 maja 1862. Rodzina Golejewskich wygasła po mieczu 28 października 1893.